# 吉村順三
吉村 順三（よしむら じゅんぞう、1908年9月7日 - 1997年4月11日）は、日本の建築家。東京藝術大学名誉教授。

## 経歴
東京市本所区緑町の呉服商の家に生まれる。東京府立三中卒業。東京美術学校（現東京藝術大学）で建築を学び、実測と観察を通して日本の古建築に触れた。1931年に卒業後、アントニン・レーモンドに師事。モダニズム建築を体得するとともに、レーモンドに日本建築を伝える。1941年、吉村順三設計事務所を開設。1945年、東京美術学校助教授就任。1962年、東京藝術大学教授に就任。1970年、東京藝術大学名誉教授。1990年、日本芸術院会員。
皇居新宮殿の建設に関わった。日本の伝統とモダニズムの融合を図った。
吉村の設計物件を特命で手掛けた建設会社としては、1933年から2014年まで営業しており、皇居新宮殿を担当した老舗・岩本組が知られている。

## 作品

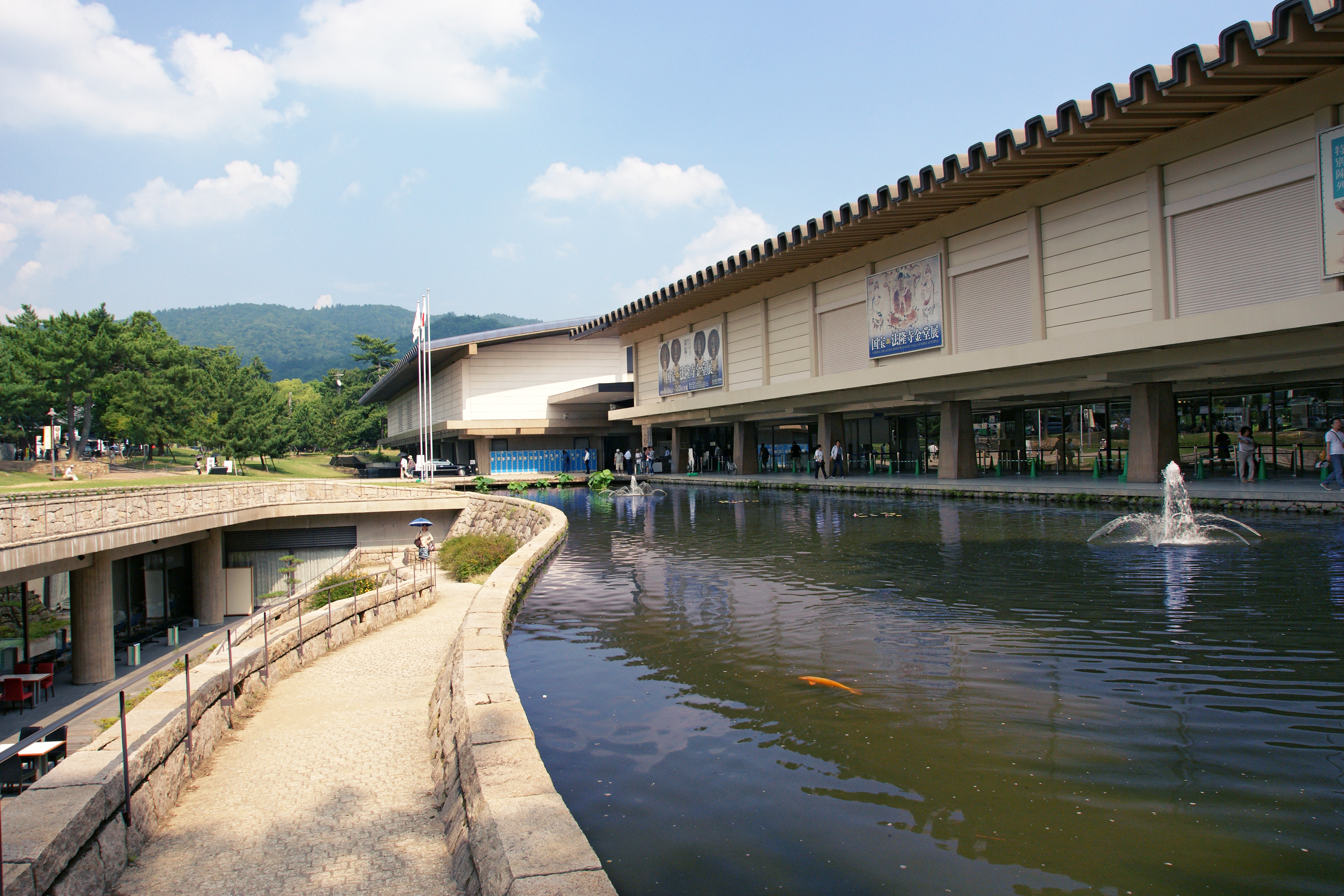
奈良国立博物館新館

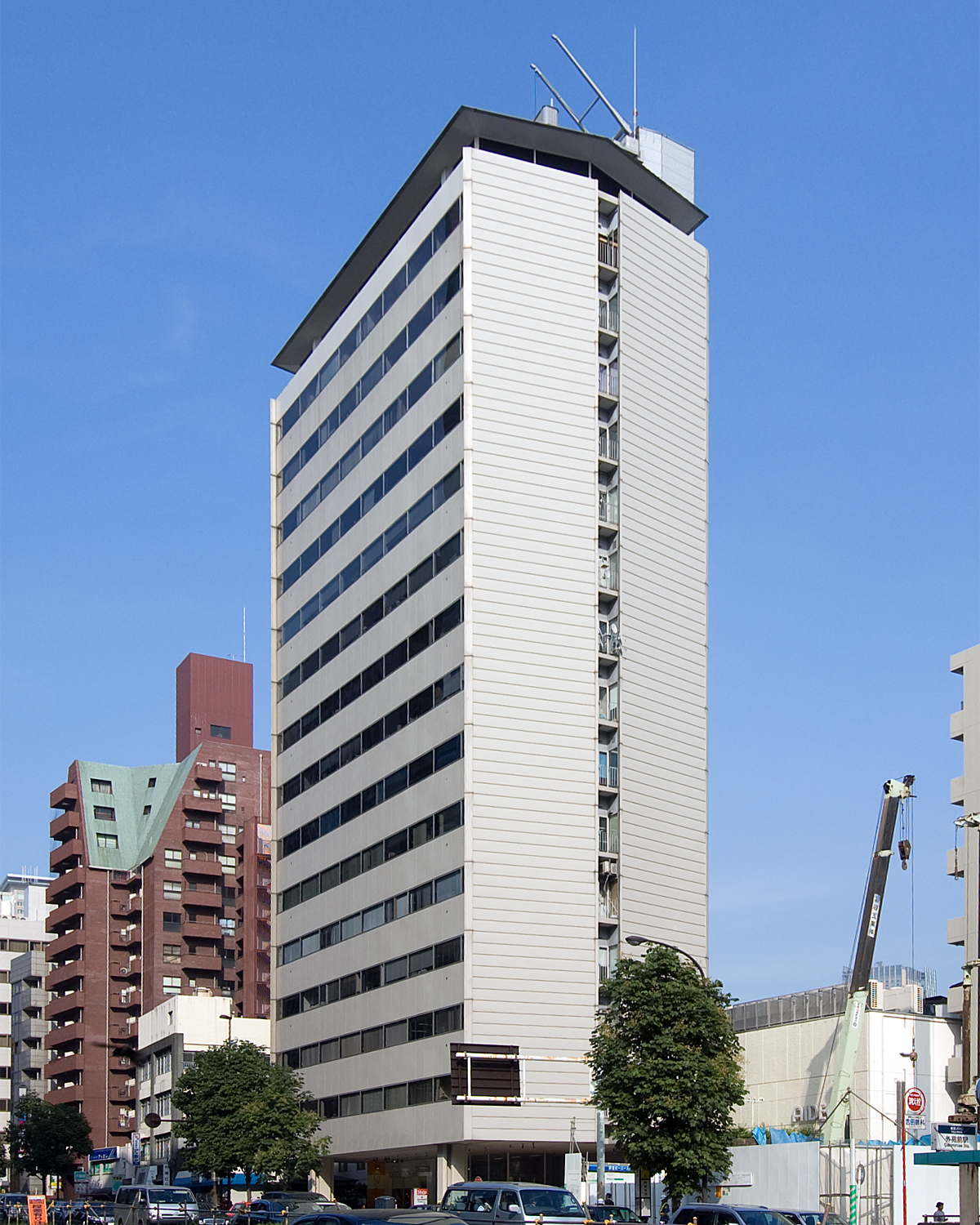
青山タワービル・タワーホール

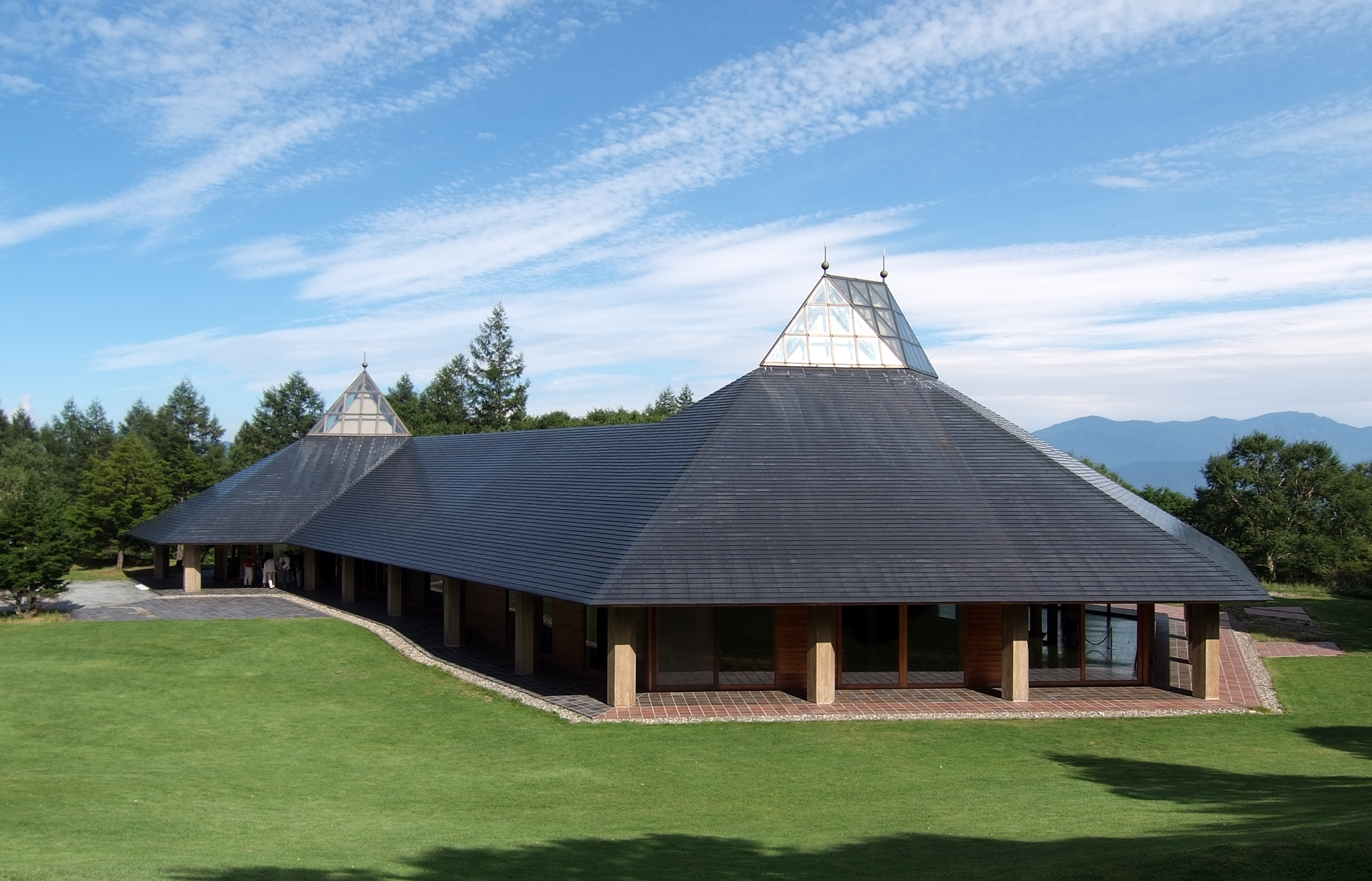
八ヶ岳高原音楽堂

| 名称                                       | 年     | 所在地           | 備考1    | 備考2             | 備考3                          |
| ------------------------------------------ | ------ | ---------------- | -------- | ----------------- | ------------------------------ |
| 明和紡績工場                               | 1952年 | 静岡県藤枝市     |          |                   |                                |
| 佐倉厚生園サナトリウム                     | 1953年 | 千葉県佐倉市     |          | 医療施設          |                                |
| 東山魁夷邸                                 | 1953年 | 千葉県市川市     |          | 専用住宅          |                                |
| 三里塚教会                                 | 1954年 | 千葉県成田市     |          | 宗教施設          |                                |
| 共立蒲原病院                               | 1954年 | 静岡県蒲原市     |          | 医療施設          |                                |
| 国際文化会館                               | 1955年 | 東京都港区       |          |                   | 前川國男、坂倉準三と共同設計   |
| ニューヨーク日航事務所                     | 1956年 | ニューヨーク     | 現存せず | オフィス          |                                |
| モテル・オン・ザ・マウンテン               | 1956年 | ニューヨーク     |          | 専用住宅          |                                |
| 南台の家                                   | 1957年 | 東京都中野区     |          | 専用住宅          |                                |
| 葉山海の家                                 | 1957年 | 神奈川県葉山町   |          | 専用住宅          |                                |
| 箱根ホテル小涌園                           | 1959年 | 神奈川県箱根町   |          | 宿泊施設          |                                |
| 河庄                                       | 1959年 | 福岡市中央区     |          |                   |                                |
| 京都国際ホテル                             | 1961年 | 京都市中京区     | 現存せず | 宿泊施設          |                                |
| 東京都立竹早高等学校竹早山荘セミナーハウス | 1961年 | 山梨県北杜市     |          |                   |                                |
| ソニー研究所                               | 1962年 | 神奈川県横浜市   | 現存せず |                   |                                |
| 軽井沢の山荘（吉村山荘）                   | 1962年 | 長野県軽井沢町   |          | 専用住宅          |                                |
| NCRビル                                    | 1962年 | 東京都港区       |          | オフィス          |                                |
| 東京クラブ                                 | 1964年 | 東京都港区       | 現存せず |                   |                                |
| 池田山の家                                 | 1965年 | 東京都品川区     | 現存せず | 専用住宅          |                                |
| 浜田山の家                                 | 1965年 | 東京都杉並区     |          | 専用住宅          |                                |
| 俵屋旅館                                   | 1965年 | 京都市左京区     |          | 宿泊施設          |                                |
| 久我山の家                                 | 1965年 | 東京都杉並区     |          | 専用住宅          |                                |
| 日本アメリカーナ大阪ビル                   | 1966年 | 大阪府           |          |                   |                                |
| 御蔵山の家                                 | 1966年 | 京都府宇治市     |          | 専用住宅          |                                |
| 愛知県立芸術大学                           | 1966年 | 愛知県長久手市   |          | 大学施設          |                                |
| 文殊荘新館                                 | 1966年 | 京都府宮津市     |          | 宿泊施設          |                                |
| 湘南茅ヶ崎の家                             | 1968年 | 神奈川県茅ヶ崎市 |          | 専用住宅          |                                |
| 皇居新宮殿基本設計                         | 1968年 | 東京都千代田区   |          |                   | 途中で宮内庁と意見が対立し辞任 |
| 青山タワービル・タワーホール               | 1969年 | 東京都港区       |          | 事務所 音楽ホール |                                |
| 行川アイランド                             | 1969年 | 千葉県勝浦市     |          |                   |                                |
| ホテルフジタ京都                           | 1970年 | 京都市中京区     | 現存せず | 宿泊施設          |                                |
| 山中湖の山荘 A （亀倉山荘）                | 1970年 | 山梨県山中湖村   |          | 専用住宅          |                                |
| 軽井沢の山荘 B （脇田山荘）                | 1970年 | 長野県軽井沢町   |          | 専用住宅          |                                |
| 井の頭の家                                 | 1970年 | 東京都三鷹市     |          | 専用住宅          |                                |
| ジャパンハウス                             | 1971年 | ニューヨーク     |          |                   |                                |
| 田園調布の家・猪熊邸                       | 1971年 | 東京都大田区     |          | 専用住宅          |                                |
| 奈良国立博物館 新館                        | 1972年 | 奈良県奈良市     |          | 博物館            |                                |
| 高野パール                                 | 1972年 | 奈良県奈良市     |          |                   |                                |
| 山脇ビル                                   | 1974年 | 東京都千代田区   |          | オフィス兼学校    |                                |
| ポカンティコヒルの家                       | 1974年 | アメリカ         |          | 専用住宅          | ロックフェラー3世の家          |
| 嬉野温泉 旅館 大正屋                       | 1974年 | 佐賀県嬉野市     |          | 宿泊施設          |                                |
| 仙石芙蓉荘                                 | 1974年 | 神奈川県箱根町   |          |                   |                                |
| ホテルジャパン下田                         | 1986年 | 静岡県下田市     |          | 宿泊施設          | 会員制リゾートクラブ           |
| 八ヶ岳高原音楽堂                           | 1988年 | 長野県南牧村     |          | 音楽ホール        |                                |
| 茨城県近代美術館                           | 1988年 | 茨城県水戸市     |          | 美術館            |                                |

## 受賞・栄典
- 日本建築学会賞作品賞（1956年）
- ニューヨーク建築家協会デザイン優秀賞、パーソン賞（1972年）
- 日本芸術院賞（1975年）[3]
- 勲三等旭日章（1982年）
- 毎日芸術賞（1989年）
- 文化功労者（1994年）
- 勲二等瑞宝章（1997年）

## 吉村順三に師事した人物
- 奥村昭雄
- 金壽根（キム・スグン）
- 中村好文
- 益子義弘
- 松村勝男
- 宮脇檀
- 平尾寛
- 張忠信
- 手嶋保
- 永田昌民
- 板垣弥也

## 著書
- 『現代日本建築家全集8　吉村順三』（三一書房、1972年）
- 『吉村順三作品集 1　1941-1978』（新建築社、1978年）
- 『吉村順三のディテール 住宅を矩計で考える』宮脇檀共著（彰国社、1979年）
- 『新建築別冊　日本現代建築家シリーズ　7　吉村順三』（新建築社、1983年）
- 『吉村順三建築図集』（同朋舎出版、1990年）
- 『吉村順三住宅作法』中村好文共著（世界文化社、1991年）
- 『吉村順三作品集 2　1978-1991』（新建築社、1991年）
- 『吉村順三を囲んで』聞き手：宮脇檀、六角鬼丈、藤森照信、中村好文（TOTO出版、1992年）
- 『小さな森の家　 軽井沢山荘物語』（建築資料研究社、1996年）
- 『吉村順三設計図集』（新建築社、1998年）
- 『建築家 吉村順三のことば100　建築は詩』（永橋爲成監修、吉村順三建築展実行委員会編、彰国社、2005年）
- 『火と水と木の詩　私はなぜ建築家になったか』（新潮社、2008年）、講演録

## 関連書
- 栗田勇『現代日本建築家全集8 吉村順三』（三一書房、1972年）
- 稲葉なおと『巨匠の宿』新潮社、2004年）
- 『JA 59 吉村順三』（新建築社、2005年）
- 稲葉なおと 『匠たちの名旅館　平田雅哉・吉村順三・村野藤吾』（集英社インターナショナル、2013年）
- ギャラリーエークワッド 編『三里塚教会物語と吉村順三展:時代を越えて生き続ける小さな木造教会』〈木造モダニズム展第5回〉2013年。
- 松家仁之『火山のふもとで』（新潮社、2012年）、『天使も踏むを畏れるところ』（新潮社、2025年） ‐ 吉村順三に着想を得た人物が主人公の一人として登場する小説